# Movimento da Sociedade pela Paz
O Movimento da Sociedade pela Paz (em árabe: حركة مجتمع السلم e em francês:  Mouvement de la Société pour la Paix (sigla: MSP)), também conhecido por Hamas (em árabe: حماس) é um partido político da Argélia. Foi liderado por Mahfoud Nahnah até 2003, ano de sua morte, assumindo após isso o cargo Bouguerra Soltani. Anteriormente, era coinhecido por Movimento da Sociedade Islâmica.

## Fonte
- Almanaque Abril 2010